# オオバナノミミナグサ
オオバナノミミナグサ（大花耳菜草、学名：Cerastium fischerianum）は、ナデシコ科ミミナグサ属の多年草。別名、オオバナミミナグサ、リシリミミナグサ、タカネミミナグサ。

## 特徴
植物体全体に軟毛がある。茎は円柱形で、長毛と腺毛が混生し、斜上して高さは15-60cmになる。葉は対生し、葉身は円形から長楕円状披針形で、長さ1-5cm、幅3-10mmになり、先端は鈍形で、基部は互いに合生して葉柄がない。葉の両面に毛が生える。
花期は6-8月。花は径約15mmとやや大型で、集散花序となり、花柄は長さ1-3cmになり、腺毛が密生する。萼片は5個で、長楕円形になり、長さは6-8mm、先端が鈍形になり、腺毛が多く、縁は膜質になる。花弁は白色で5個あり、倒卵形になり、長さは萼片の2倍の約12mmで、先端は浅く2裂する。雄蕊は10個あり、花糸に毛が生える。花柱は5個ある。果実は円柱形の蒴果で、下を向き、長さ12-15mmになり、先端に10歯がある。種子は径1-1.2mmの円形で、円錐状の鋭い突起がある。

## 分布と生育環境
日本では、南千島、北海道、本州の東北地方北部に分布し、海岸の岩礫地、岩地に生育する。国外では朝鮮半島北部、サハリン、千島列島、カムチャツカ半島、アリューシャン列島、北アメリカ西部に分布する。北太平洋要素の植物である。

## 名前の由来
和名オオバナノミミナグサは、「大花」の「耳菜草」の意味。ミミナグサ属の植物で、属の中では花がやや大型であることによる。
種小名（種形容語）fischerianum は、ロシアの植物学者、フリードリヒ・エルンスト・ルートヴィヒ・フィッシャーへの献名。

## ギャラリー

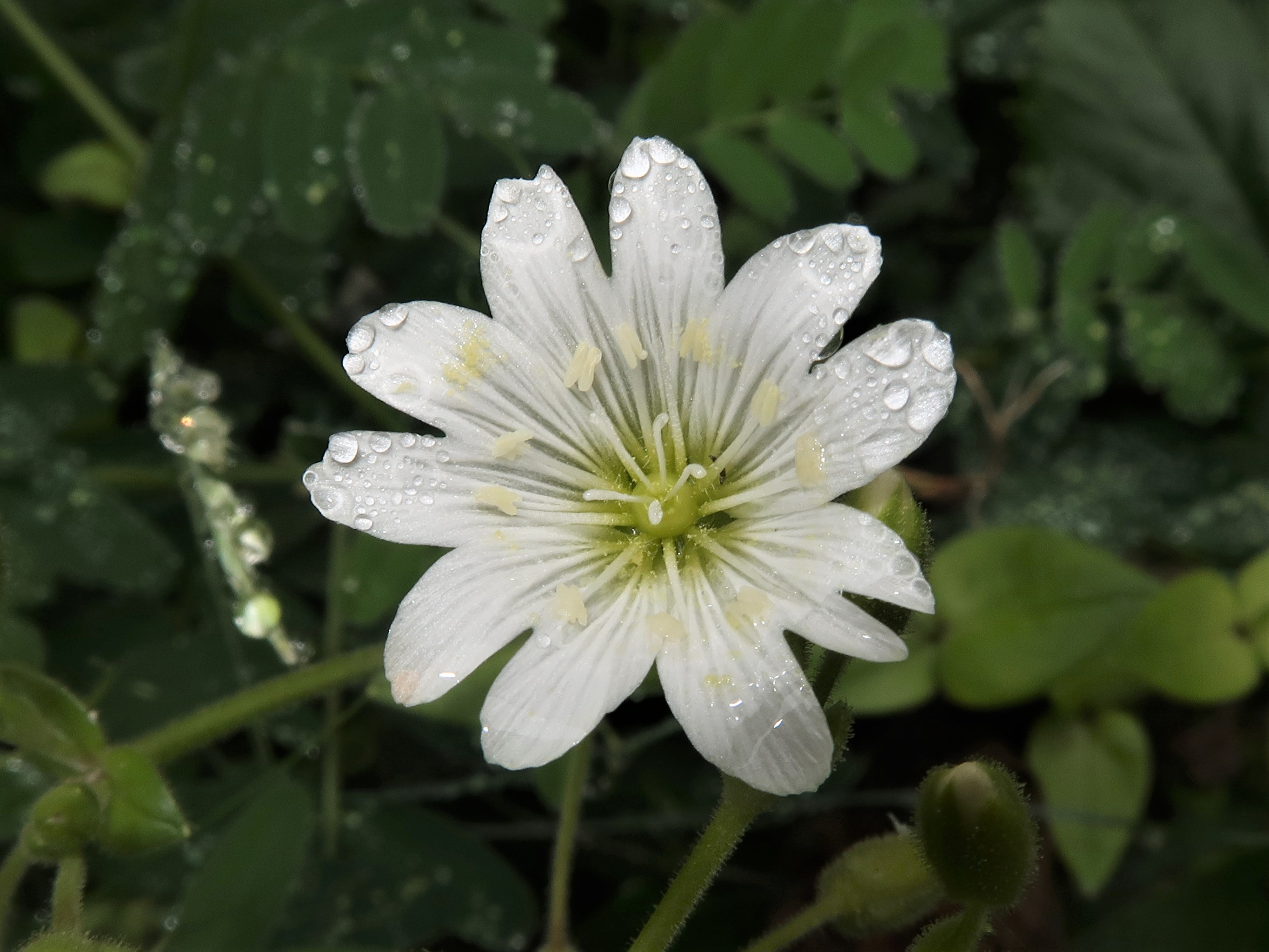
花はほぼ平開し、径約15mm。花弁は5個あり、先端は2浅裂する。
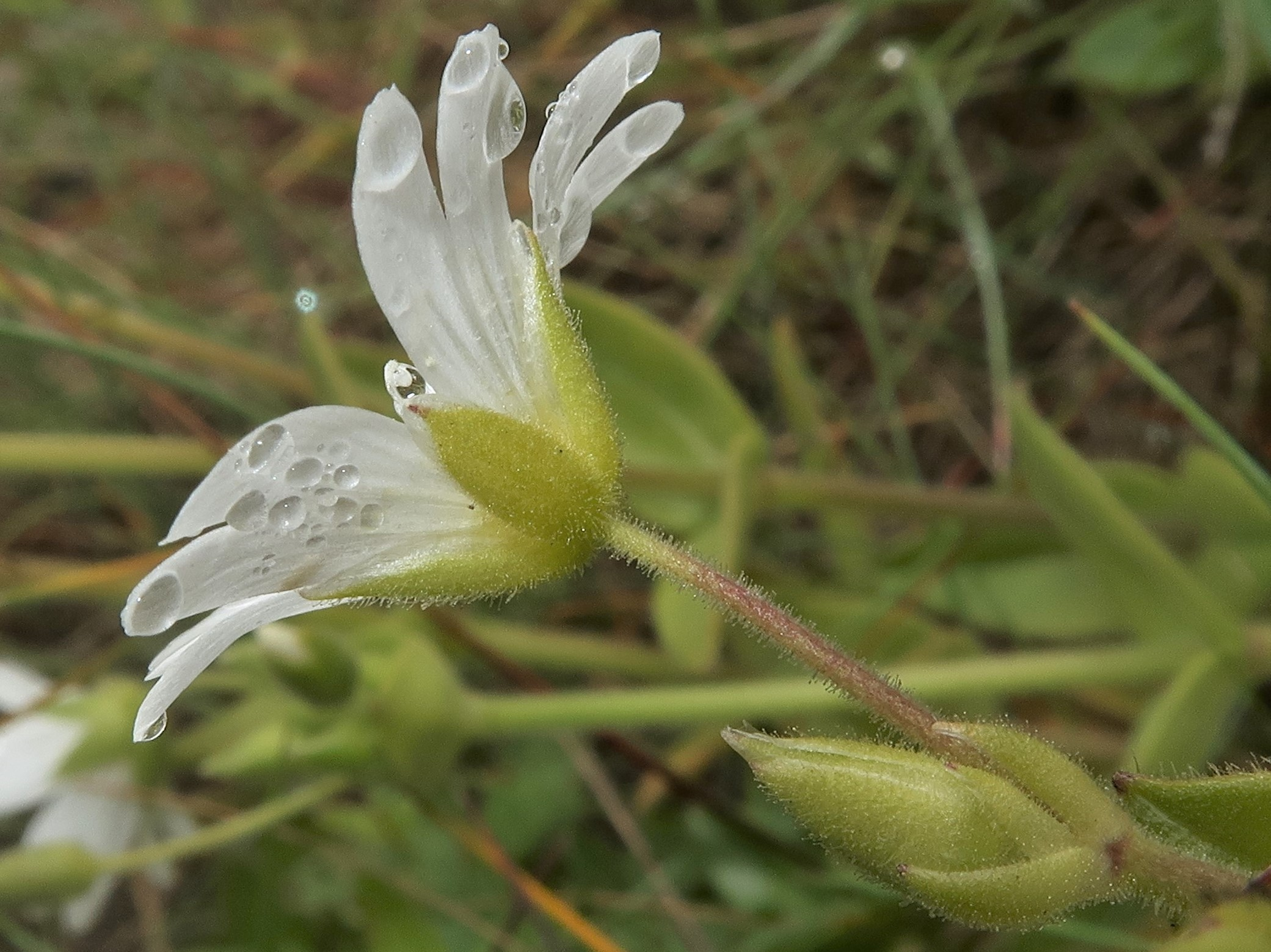
花柄と萼片の外側に腺毛が密生する。
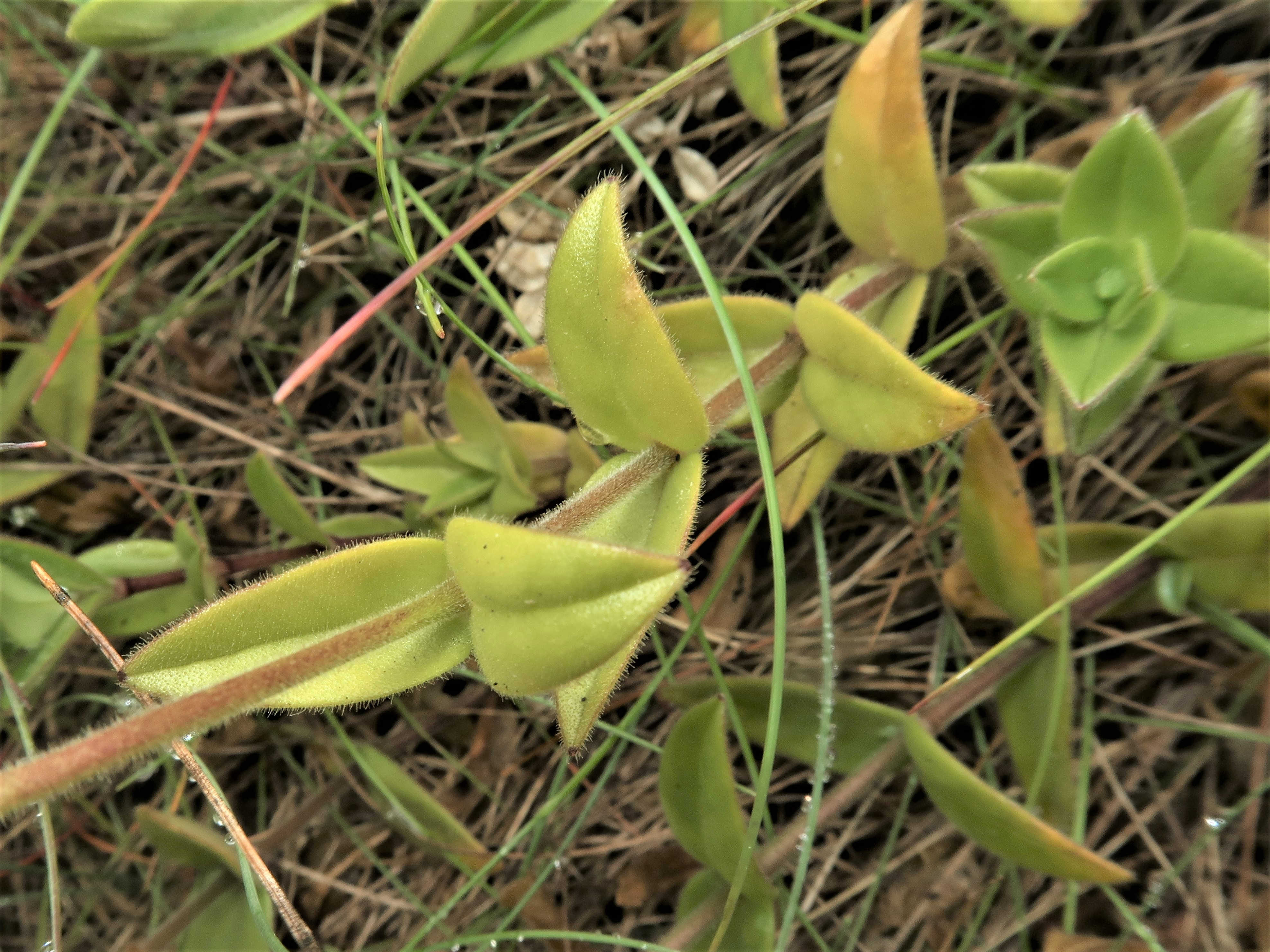
葉と茎に長毛と腺毛が混生する。
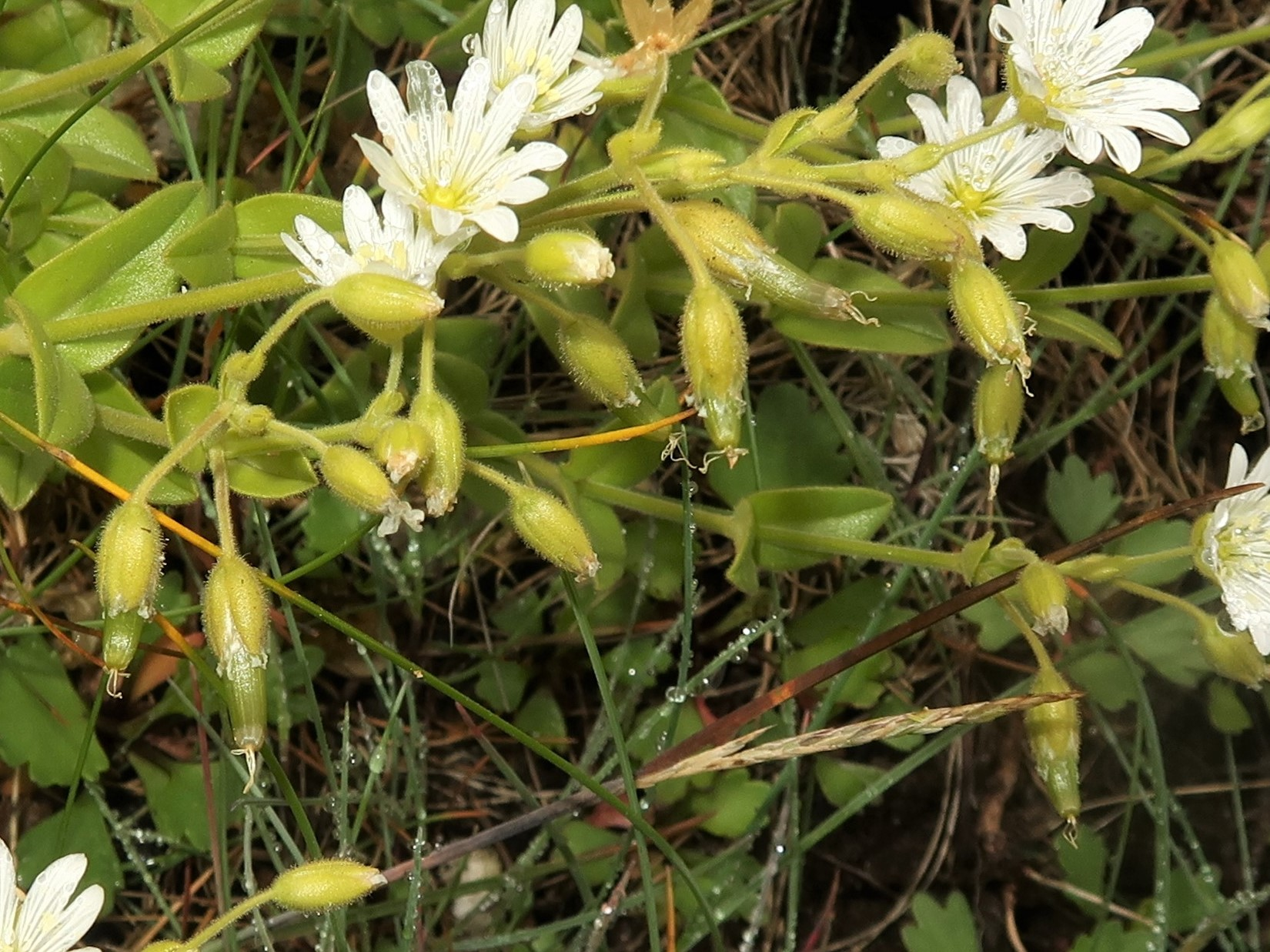
果実は円柱形の蒴果で、下を向き、先端に10歯がある。

## ゲンカイミミナグサ
- ゲンカイミミナグサ（Cerastium fischerianum Ser. var. mole Ohwi[11]）- オオバナノミミナグサを基本種とする変種。茎は他物に寄りかかって斜上するか、地面を這う。葉は長楕円形。花期は4-6月。萼片の長さは基本種と変わらないが、花弁の長さは5-7mmと短い。九州の福岡県、佐賀県、長崎県、朝鮮半島の済州島に分布する[5][9]。準絶滅危惧(NT)（2017年、環境省）[5]。1942年に大井次三郎によって新変種として記載発表された[1][9]。